# Gabriel J. Martín
Gabriel José Martín Martín (San Fernando, Cadis, 12 de juliol de 1971) és un psicòleg, escriptor, activista gai i intersexual espanyol i pioner de la psicologia afirmativa gai.

## Biografia
Gabriel J. Martín va ser criat com a nena (sexe femení) amb el nom de Patricia, a causa de néixer amb genitals subvirilitzats, tot i que ell mai va sentir-se com a tal. En arribar a l'adolescència, va desenvolupar fisiologia associada al sexe masculí i, als 18 anys, els metges van determinar que havia nascut amb genitals intersexuals i que en realitat tenia un hipospàdies en lloc de vagina.
Un cop començada la seva vida social com a home, va iniciar una relació llarga amb una dona tot i que amb el temps es va adonar que no era heterosexual, trencant la relació amb ella i mudant-se a Barcelona, on continua residint i exercint de psicòleg.
El 1996 es va llicenciar en psicologia per la UNED, posteriorment va completar un postgrau a la Universitat de Girona. Es va dedicar als problemes dels homes homosexuals que —com va veure per alguna experiència laboral— diferien dels dels homes heterosexuals. A més a més, es va formar com a voluntari i activista a la Coordinadora Gai-Lesbiana de Catalunya.
És expert en psicologia afirmativa gai, ajudant altres homes homosexuals a superar la seva homofòbia interioritzada, les seqüeles de l'homofòbia patida al llarg de la vida o, si és possible, a sortir de l'armari al seu entorn.
A més d'assessorar homes homosexuals, és representant del Consell Espanyol de la Psicologia a l'oficina LGTB de l'Associació Americana de Psicologia (APA), és coordinador del grup de treball de Psicologia Afirmativa LGTB del Col·legi Oficial de Psicologia de Catalunya, manté un canal a YouTube i és actiu en xarxes socials com Twitter i Instagram.

## Llibres
- Martín, Gabriel J. Quiérete mucho, maricón. Manual de éxito psicoemocional para hombres homosexuales (en castellà).  Roca, 2016. ISBN 978-84-16498-65-9.
- Martín, Gabriel J. El ciclo del amor marica. Relaciones de pareja (y soltería feliz) para hombres homosexuales (en castellà).  Roca, 2017. ISBN 978-84-16867-44-8.
- Martín, Gabriel J.; Martín, Sebas. Sobrevivir al ambiente. Porque salir del armario no era más que el principio (en castellà).  Roca, 2018. ISBN 978-84-17167-43-1.
- Martín, Gabriel J. Gay Sex. Manual sobre sexualidad y autoestima erótica para hombres homosexuales (en castellà).  Roca, 2020. ISBN 978-84-18014-43-7.